# Villa Nizzastraße 7 (Radebeul)
Die Villa Nizzastraße 7 ist eine Villa im Stadtteil Oberlößnitz der sächsischen Stadt Radebeul. Sie bildet zusammen mit der ein Jahr später gebauten Villa Nizzastraße 6 nahe der Lößnitzgrundbahn den Auftakt zur Nizzastraße, die um 1879 von den Gebrüdern Ziller auf eigene Kosten erschlossen wurde.

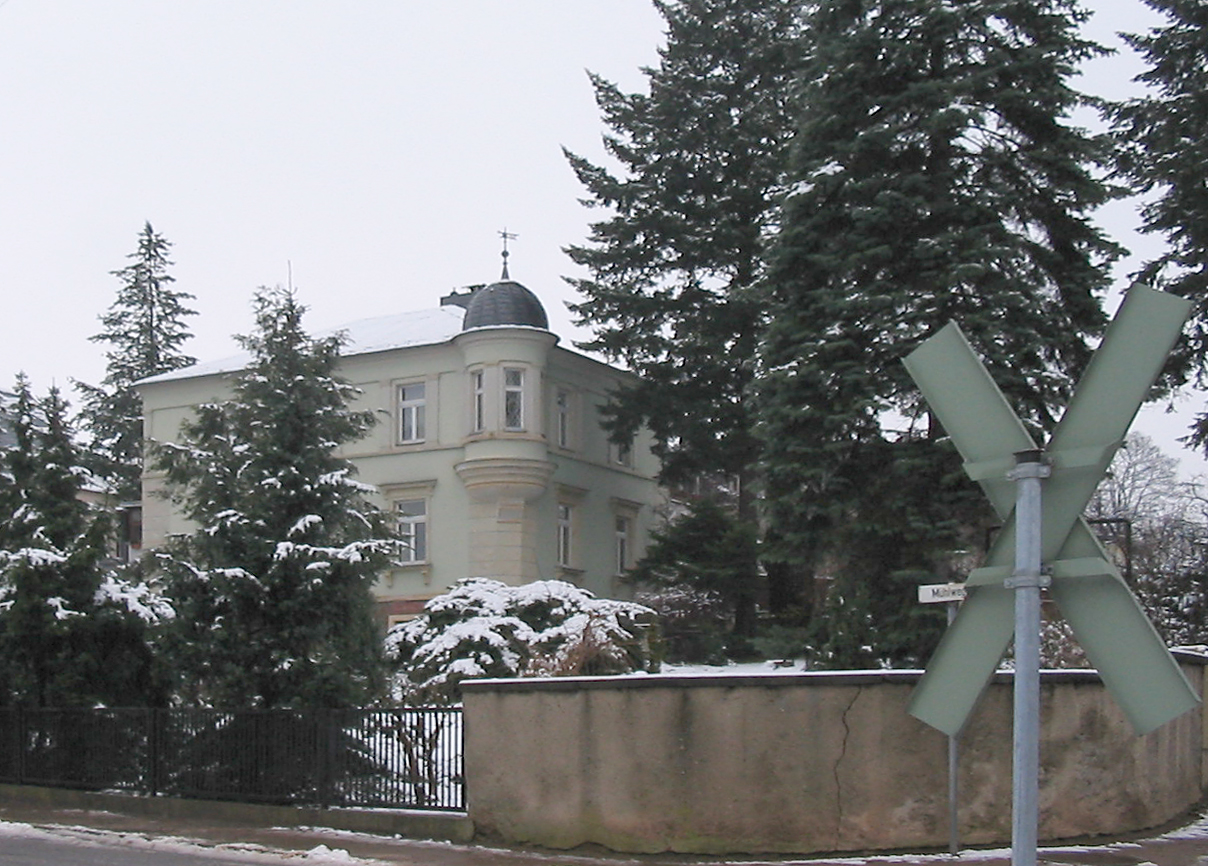
Villa Nizzastraße 7 (2008)

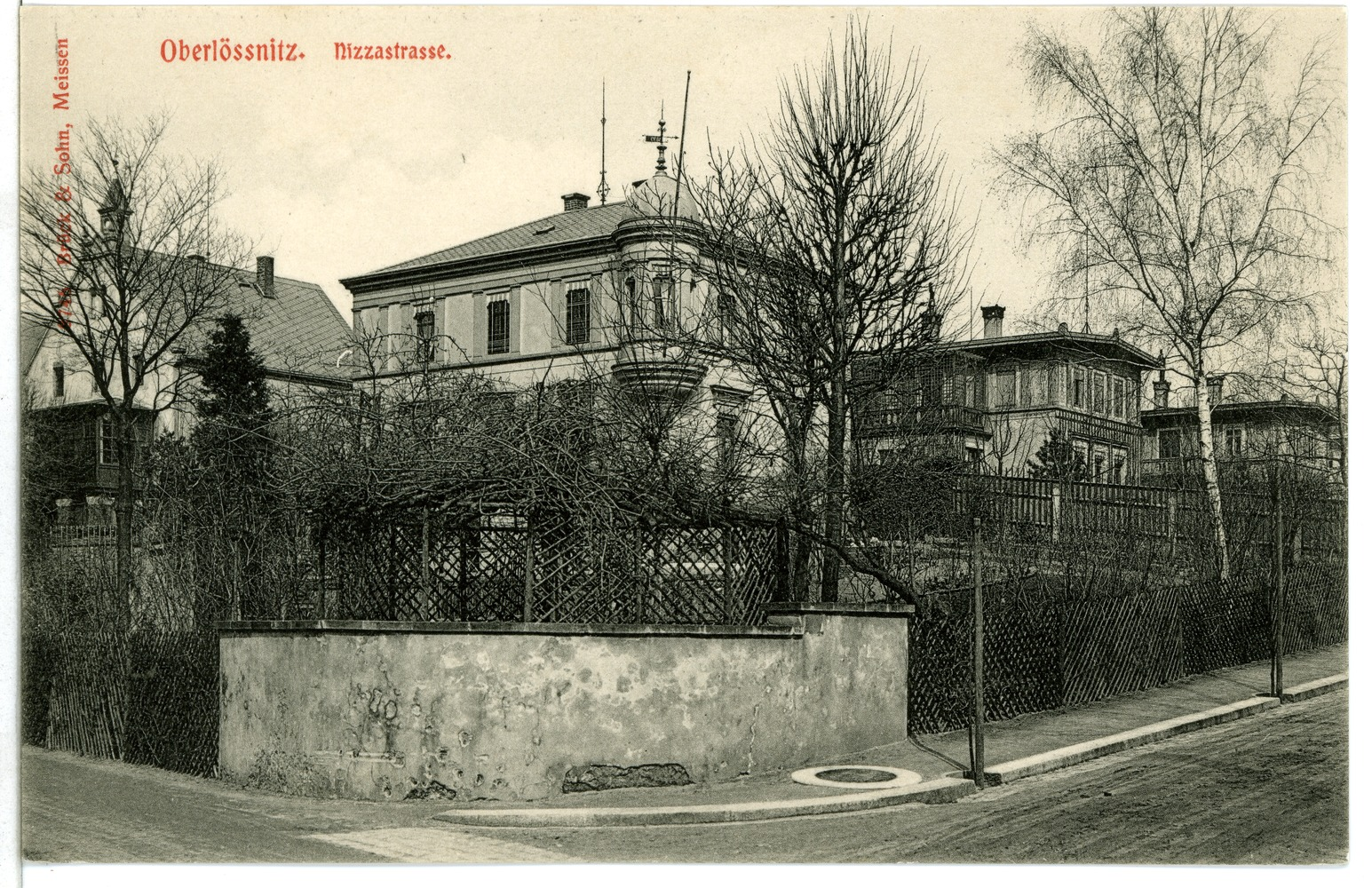
Villa Nizzastraße 7 (1907). Nach rechts Nizzastraße 9 und 11

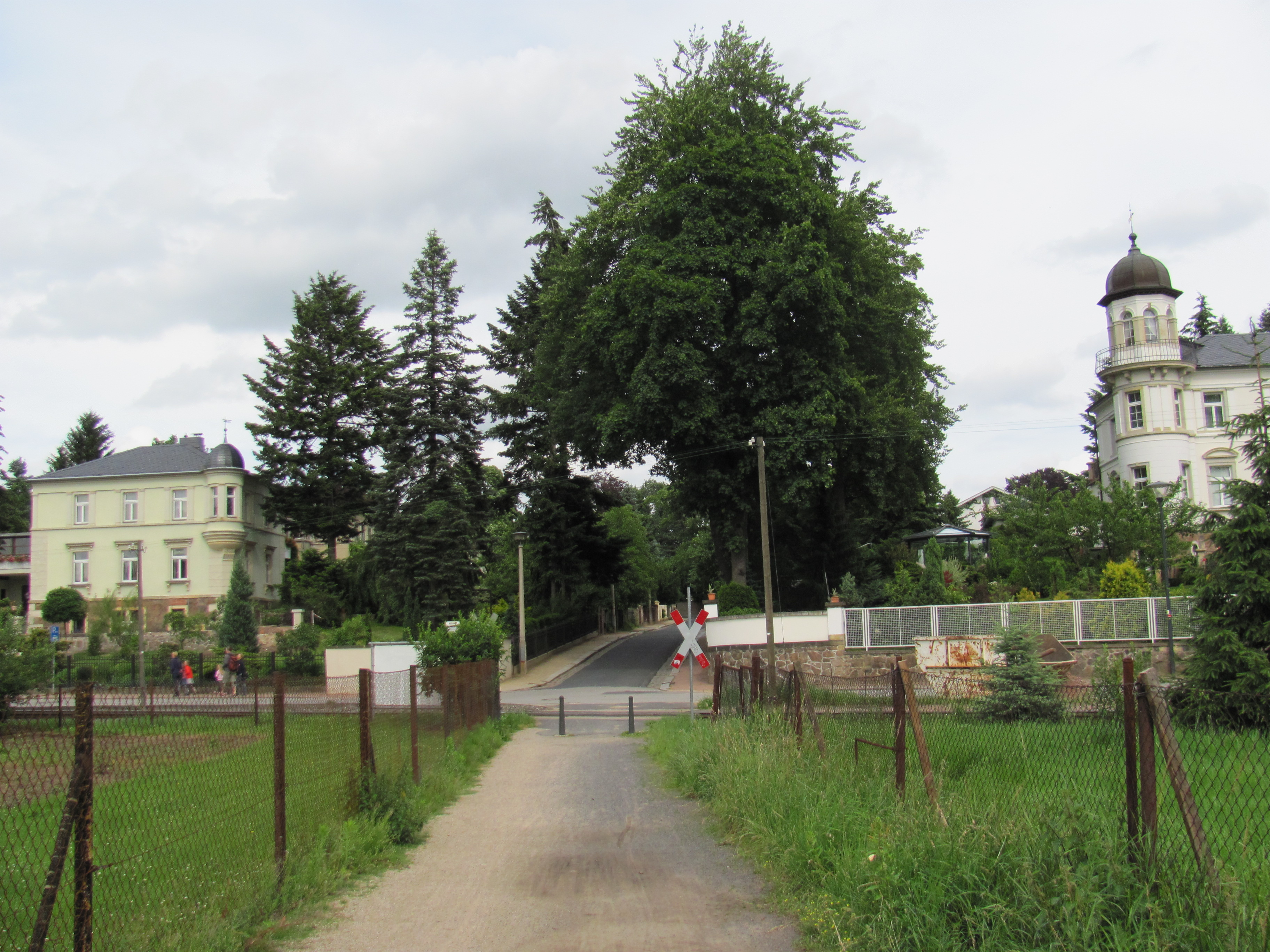
Nizzastraße 7 (links) und Nizzastraße 6 (rechts)

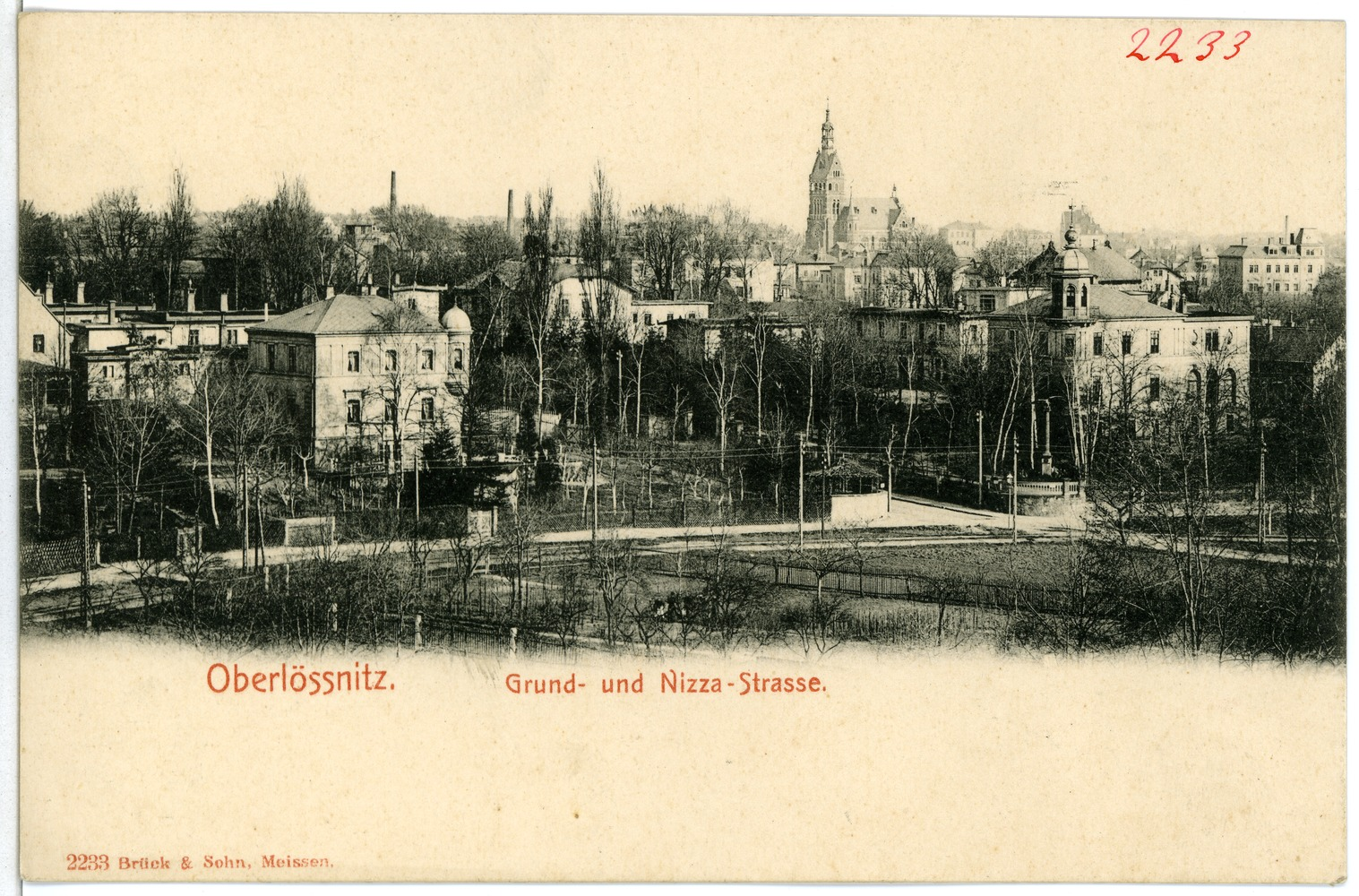
Nizzastraße 7 (links) und Nizzastraße 6 (rechts, 1901). Hinten die Lutherkirche

## Beschreibung
Die zweigeschossige, mit Teilen der Einfriedung unter Denkmalschutz stehende Villa liegt auf einem Eckgrundstück. Das Wohnhaus steht auf einem hohen Syenit-Sockel mit Sandsteineinfassungen, der teilweise ein Souterraingeschoss bildet. Die Straßenansicht zum Mühlweg ist drei Fensterachsen lang, zur Nizzastraße sind es zwei Fensterachsen. Oben auf dem Gebäude sitzt ein flaches, schiefergedecktes Walmdach.
Zur Straßenecke findet sich im Obergeschoss ein erkerartiges Rundtürmchen, dessen Sandsteinbasis sich über eine Konsole auf eine abgefaste, pfeilerartige Sandsteinstruktur im Erdgeschoss abstützt. Oben auf dem Türmchen findet sich eine schiefergedeckte Haube mit Spitze und Wetterfahne, darin das Datum 1879.
In der rechten Seitenansicht in der Nizzastraße befindet sich der mit einem ehemals freistehenden Nebengebäude verbundene Eingangsvorbau.
Die Fassaden der Villa sind glatt geputzt. Die Rechteckfenster im Erdgeschoss sind, freistehend, durch profilierte Sandsteingewände eingefasst und durch Verdachungen und Sohlbänke mit Konsolen geschmückt. Im Obergeschoss sitzen die durch Gewände gefassten Fenster zwischen einem breiten Dachgesims und darunter einem Fenstergesims, auf beiden Seiten sind sie jeweils von Pilastern eingefasst. Das Gleiche gilt für die Fenster im Eckerker. Dort findet sich eine feine, rautenförmige Fenstervergitterung im Inneren.
Die Einfriedung besteht zum Teil aus Weinbergsmauern.

## Geschichte
Etwa ab 1879 erschlossen die Gebrüder Ziller die Baugrundstücke entlang der durch Oberlößnitz und durch Serkowitz verlaufenden Straße, die 1903 in Anlehnung an einen Ausspruch des sächsischen Königs Johann um 1860 über die Lößnitz als Sächsisches Nizza in Nizzastraße umbenannt wurde. Nahe der Schmalspurbahn Lößnitzdackel stehen als Auftakt zur Nizzastraße auf zwei Eckgrundstücken zum Mühlweg zwei Villen, die jeweils auf der Gebäudeecke zur Straßenecke ein turmähnliches Bauteil aufweisen.
Die Villa in der Villa Nizzastraße 7 entstand 1879/1880, das südliche Pendant, die Villa Nizzastraße 6, 1880/1881 ebenfalls durch die Zillerbrüder.
Im Jahr 1891 erfolgte der Anschluss des Nebengebäudes durch den Bau eines Verbindungsgangs, 1909 wurde ein Küchenanbau angesetzt.